# Fua (Litoral)
Fua ist ein Ort im Norden der Provinz Litoral in Äquatorialguinea. Er liegt an einer wichtigen West-Ost-Verbindung, etwa 35 km östlich von Bata.

## Geographie
Der Ort liegt zwischen Bileng und Mindyimitom/Ndong.

## Klima
Nach dem Köppen-Geiger-System zeichnet sich Fua durch ein tropisches Klima mit der Kurzbezeichnung Am aus.